# The War Bridegroom
The War Bridegroom è un cortometraggio muto del 1917 diretto da Roy Clements.

## Trama
Prima delle nozze, un giovanotto decide di festeggiare la sua ultima notte da scapolo insieme a un amico. I due finiscono per essere arrestati: vergognandosi di essere andati a finire in gattabuia, inventano una storiella. Ma, poi, quando vengono rilasciati, uno sceriffo scopre che devono scontare ancora un paio di giorni di carcere e va per arrestarli di nuovo.

## Produzione
Il film fu prodotto dalla Nestor Film Company e dall'Universal Film Manufacturing Company.

## Distribuzione
Distribuito dall'Universal Film Manufacturing Company, il film - un cortometraggio di una bobina - uscì nelle sale cinematografiche USA il 25 giugno 1917.